# Elza Văduva
Elza Văduva (n. 18 decembrie 1943), Petroșani este un fost demnitar comunist român de origine maghiară, membru de partid din 1964. A fost căsătorită cu demnitarul comunist Ilie Văduva. 